# Max Scheler
Max Scheler (Monaco di Baviera, 22 agosto 1874 – Francoforte sul Meno, 19 maggio 1928) è stato un filosofo tedesco.
Fu, assieme a Husserl, uno dei maggiori esponenti della fenomenologia tedesca.

## Biografia
Per volere della madre, Max Scheler ricevette una rigida formazione religiosa ebraica, che abbandonò a 25 anni in seguito alla conversione al cattolicesimo, dal quale a sua volta prese le distanze nell'ultima fase della sua vita.
Fin da giovane si appassionò alla lettura di Nietzsche e di Bergson, che assieme a Franz Brentano esercitarono un influsso decisivo sul suo pensiero. Studiò medicina a Monaco e successivamente filosofia e sociologia a Berlino con Wilhelm Dilthey, Carl Stumpf e Georg Simmel. A Jena venne a contatto con il Neokantismo (soprattutto nelle sue dottrine etiche ed epistemologiche) e nel 1897 completò il dottorato sotto la guida di Rudolf Eucken con una tesi su "Contributi sulla constatazione delle relazioni tra i principi logici ed etici" (Beiträge zur Feststellung der Beziehungen zwischen den logischen und ethischen Prinzipien). Nel 1899 ottenne l'abilitazione con una tesi su "Il metodo trascendentale e il metodo psicologico" (Die transzendentale und die psychologische Methode).
Fra il 1900 e il 1913 si avvicinò alla fenomenologia di Edmund Husserl, pur continuando a considerarsi un allievo di Brentano. Dal 1913 (uscita del primo volume del Formalismus) fino al 1927 (uscita di Essere e Tempo di Heidegger) fu considerato il maggior filosofo tedesco per le sue analisi sulla persona e sulla sfera affettiva (il fenomeno del risentimento, del pudore, della simpatia, dell'amare e dell'odiare, dell'umiltà, della meraviglia, della sofferenza, dell'angoscia della morte) in cui sviluppa e rivede molte tematiche nietzscheane con una sensibilità profondamente ispirata dal cristianesimo (per questo fu soprannominato da Ernst Troeltsch il "Nietzsche cattolico").
Nell'autunno del 1914 abbandonò l'iniziale entusiasmo con cui aveva accolto la notizia dell'entrata in guerra della Germania e cominciò a criticare il militarismo tedesco.
Nel primo dopoguerra divenne uno dei più importanti punti di riferimento del mondo culturale cattolico tedesco anche grazie all'uscita di "L'eterno nell'uomo". Nel 1923 si allontanò dalla chiesa cattolica, anche se rimase legato ai temi fondamentali del cattolicesimo e continuò a porre al centro dei suoi scritti il problema di Dio e del sacro, contrapponendosi sia al processo di desacralizzazione del mondo e alle varie forme di relativismo sia al dogmatismo etico.
Morì prematuramente nel 1928 a 53 anni. Il suo primogenito Wolfgang Heinrich Scheler fu ucciso dai nazisti alla fine degli anni 1930 nel campo di concentramento di Oranienburg come "materiale umano inferiore".

## Pensiero

### Persona e atto
Il nucleo del suo pensiero è costituito dalla cosiddetta Materiale Wertethik (l'etica materiale dei valori sviluppata fra il 1913 e il 1916 nel Formalismus), come premessa per una teoria della persona e dei rapporti interpersonali. "Materiale" è considerato da Scheler in opposizione a "formale" e non significa assolutamente "materialista", ma contenutistico. Scheler vede nella concezione kantiana della persona intesa come soggetto logico della ragion pratica ("Homo noumenon") una spersonalizzazione della persona stessa, in quanto Kant ha considerato l'umanità astratta. La persona va invece considerata, secondo Scheler, nella sua individualità. La persona non è neppure identificabile con l'Io, come soggetto della sfera psichica, o con un'anima dualisticamente contrapposta al corpo. Non coincide con lo spirito in quanto, come portatrice di valori attraverso l'esecuzione di atti, è la persona che rende concreto lo spirituale in un'identità irriducibile: è lo spirituale fattosi visibile nell'individuale. La persona non è infine neppure una sostanza, è piuttosto un ordine del sentire (ordo amoris) che si esprime nell'atto: è «la concreta unità ontologica, in se stessa essenziale, di atti di diversa natura». A ogni atto inerisce la persona nella sua totalità, ma senza esaurire nell'atto stesso il suo essere. Nell'esecuzione dell'atto la persona diviene nel rapporto con gli altri. Sempre in contrasto con Kant la persona realizza sé stessa nell'atto agapico dell'amare. Se nel Formalismus vigeva ancora una completa autonomia della persona nei confronti della vita, nell'ultimo periodo tale autonomia viene ripensata all'interno di un processo di sublimazione delle energie dal basso verso l'alto: la persona assume le proprie energie dalla sfera vitale, ma nella co-esecuzione dell'atto offre loro la possibilità di svilupparsi in una direzione completamente autonoma dalla logica vitale. In tal modo, superando il dualismo anima-corpo, la persona finita diventa centro concreto di atti che si esprime in un corpo-vivo (Leib).

### Persona e diritto
Un problema molto controverso è quello del rapporto fra persona e diritto in Scheler. Scheler svolge analisi molto dettagliate su come nelle diverse società e epoche storiche sia stato diversamente considerato l'omicidio. La variazione dell'ethos e la diversità delle varie culture non permettono di far riferimento a un'idea univoca di persona partendo dal diritto vigente (proprio questi motivi avevano indotto Scheler a fondare la persona ontologicamente). Nel Formalismo Scheler nota che il diritto storicamente non ha considerato come omicidio l'uccisione di chi in quel momento non veniva riconosciuto socialmente come persona (schiavi, donne, malati mentali, stranieri, popolazioni nemiche, ecc.), ma l'essere persona è inoggettivabile. Per questo motivo sfugge ai confini che il diritto ha, di volta in volta, storicamente tracciato fra persona e non persona a seconda delle più disparate esigenze, per cui questo confine è inutilizzabile: non si può far coincidere la persona con quello che il diritto definisce un individuo responsabile e quindi imputabile. Secondo Scheler anche i malati mentali e i bambini sono persone, pur non essendo per il diritto responsabili penalmente delle loro azioni: persona rimane anche un individuo che entra in coma. In questi casi «si può solo affermare che la malattia rende completamente invisibile la personalità e che non è pertanto possibile alcun giudizio su di essa» (Formalismo, tr. it. 594).

### Il valore e la gerarchia dei valori
Premettendo al volere la materia dei valori e indagando le componenti emozionali della vita morale, Scheler ha inteso operare una revisione critica del formalismo e dell'intellettualismo dell'etica di Immanuel Kant, di cui peraltro egli accetta l'apriorismo anti psicologistico e anti utilitaristico; infatti, il coglimento del valore non è il contagio affettivo dei comportamenti gregari, ma l'atteggiamento simpatetico, in cui la presenza del valore unisce le persone senza abolire la loro distanza.
Secondo Scheler non è (come in Kant) la volontà buona (la purezza dell'intenzione) che definisce il valore, ma al contrario l'altezza del valore scelto che qualifica l'intenzione. Le classi di valore sono ordinate secondo una gerarchia non convenzionale:1) i valori sensibili, 2) i valori vitali, 3) i valori spirituali e 4) i valori del sacro. A questi valori corrisponde un graduale incremento oggettivo dell'apertura, che porta, dalla chiusura ambientale, all'apertura al mondo (Weltoffenheit), in un processo esoterico, la cui espressione massima è raggiungibile attraverso il valore del sacro. Di particolare importanza sono i valori vitali: l'avere preso in grande considerazione i valori vitali, procurò a Scheler il celebre appellativo di"Nietzsche cristiano".
Ritornando al concetto di valore, con questo Scheler intende qualcosa di diverso da bene e fine; infatti bene è una cosa che incorpora un valore, ma non lo esaurisce, in quanto il valore è trascendente. Il fine è poi il termine di un'aspirazione che può avere (o non avere) valore. Da ciò si desuma la distanza che separa l'etica di Scheler dall'etica scolastica, in particolar modo tomista, ripresa in Italia, nel '900, dal Neotomismo di Olgiati, Vanni-Rovighi e Bontadini.
Inoltre il valore, come è inteso da Scheler, è anche profondamente diverso da ciò che, come valore, è criticato da Heidegger e Schmitt: quando Scheler definisce il valore come protofenomeno (Urphänomen) esclude che il valore possa essere ridotto a un attributo o una qualità del fenomeno dato. Se è protofenomeno, è qualcosa che rende possibile il fenomeno stesso. La proprietà del valore non è nell'essere una qualità, ma nel permettere al fenomeno di venire alla luce: per questo il valore è il "primo messaggero dell'oggetto". In questo senso va completamente reinterpretato anche il concetto di gerarchia dei valori: le classi dei valori rappresentano altrettanti gradi di apertura al mondo. In questa direzione il valore, più che una qualità, è un "diaframma esistenziale" capace di regolare l'apertura al mondo..

### I limiti della critica di Schmitt al concetto di valore
Di questa nuova concezione del valore come indice della Weltoffenheit non c'è traccia nella celeberrima interpretazione di C. Schmitt sulla cosiddetta "tirannia dei valori". Schmitt critica in modo convincente un concetto di valore che però era già stato superato da Scheler stesso nella sua etica materiale. Schmitt concentra la sua attenzione su di un passo ambiguo che Scheler riprende da Brentano: «la non esistenza d'un valore negativo è in sé un valore positivo». Tuttavia Schmitt per dimostrare la propria tesi aveva bisogno d'includere in esso l'idea di un'azione attivamente "negatrice" del valore positivo su quello negativo. Dal momento che tale idea nel testo di Scheler non c'era, gliela aggiunge lui stesso, così nella citazione di Schmitt il passo di Scheler diventa: «La negazione d'un valore negativo è un valore positivo» (Schmitt Tyrannei, 38). A questo punto Schmitt può concludere che «quel principio di Scheler consente di ripagare il male con il male e in questo modo di trasformare la nostra terra in un inferno, e l'inferno in un paradiso dei valori» (Schmitt, Tyrannei, 39).
La differenza fra il concetto di valore criticato da Schmitt e quello proposto da Scheler risulta evidente se si tiene presente che Schmitt ritiene che il principio costitutivo di ogni gerarchia dei valori indichi necessariamente un rapporto di forza fra i valori, per cui il valore superiore è quello capace d'imporsi "militarmente" sugli altri: un valore, per Schmitt, vale solo nella misura in cui "si fa valere con la forza". Scheler al contrario sostiene che proprio i valori più alti sono quelli più fragili e trascurati dall'uomo. L'azione etica per Scheler non consiste nell'eliminazione d'un valore in sé stesso negativo, piuttosto bene è il volere il valore più alto in relazione alla solidarietà verso la comunità illimitata delle persone che amano. Tale atto del preferire non implica però alcuna violenza verso il valore non scelto. Al contrario i valori personali si affermano non distruggendo i valori economici, ma solo dopo che i valori economici sono stati «appagati» e rilasciano, in un processo di sublimazione, la loro energia ai valori superiori. Nella storia, per Scheler, l'uomo si è sempre dedicato, tranne in rare e momentanee eccezioni, all'arte e alla cultura solo dopo aver appagato in qualche misura la fame e i bisogni primari. Questi bisogni primari in sé non sono affatto negativi, ma assolutamente positivi. Negativo è casomai l'assolutizzarli o il continuare a orientarsi a essi, a scapito dei valori estetici o solidaristici, anche quando sono stati appagati. Si può inoltre tracciare un parallelo fra la "gerarchia dei valori" di Scheler e la "gerarchia dei bisogni" di Maslow.

### La funzionalizzazione dell'ordo amorise il problema dell'intuizione dei valori
L'ordo amoris è una struttura dinamica di orientamento che costituisce il principium individuationis della persona e che si esprime in particolar modo negli atti dell'amare e dell'odiare. Scheler non cerca di superare il relativismo dei valori e lo storicismo attraverso la tesi dell'intuizionismo dei valori. La recezione dei valori non avviene né attraverso l'intuizione intellettuale (l'intelletto è cieco nei confronti dei valori come l'udito nei confronti dei colori) né l'intuizione sensibile, ma attraverso un "sentire affettivo", il Fühlen indipendente dall'intelletto e dalla sensibilità. Tale recezione dei valori è a priori rispetto alla stessa percezione sensibile (tesi della priorità del "Wert-nehmen" sul "Wahr-nehmen"). Nella prima parte del Formalismus Scheler usa l'espressione "intuizione dei valori", e parla del valore come meta intenzionale di un'intuizione emozionale, tuttavia già nella seconda parte del Formalismus l'intuizionismo, se con esso s'intende un atto che pretende di far a meno dei segni, viene superato precisando che la recezione del valore non è data in modo apodittico. Il fatto che i valori siano "oggettivi" non esclude che ci si possa ingannare sul loro conto o che si verifichino fenomeni di illusione etica o di distorsione valutativa (fenomeno quest'ultimo indagato esemplarmente da Scheler a proposito del risentimento). Essi inoltre sono colti da diverse prospettive, così come da diverse prospettive può essere vista una montagna (il che nel linguaggio di Husserl significherebbe che non si danno in modo apodittico). La recezione del valore richiede pertanto un complesso processo non solo ermeneutico ma pure formativo (problema della Bildung e dell'analfabetismo emozionale): esiste una funzionalizzazione dei valori (ordo amoris) che esprime un prospettivismo unico e irripetibile per ogni persona. Per Scheler infatti il punto di partenza dell'uomo non è l'ordo amoris ma piuttosto un disordine del cuore che va costantemente rettificato grazie all'esemplarità altrui (Vorbild). Invece l'idea di un'intuizione dei valori di tipo apodittico, in cui il valore viene cioè colto con evidenza e senza residui, lungi dal contrastare il relativismo etico, finirebbe con il ritorcersi contro la libertà della persona e quindi risulterebbe incompatibile con il concetto stesso di etica. In tal modo si confonderebbe, come fa Carl Schmitt, l'etica materiale dei valori con la tirannia dei valori, il prospettivismo solidaristico nei confronti dell'infinito mondo dei valori con l'assolutizzazione egocentrica del proprio ethos.

### Linguaggio, parola, strumento
Non è corretto affermare, come fa Arnold Gehlen in L'uomo, che Scheler non si sia mai occupato del problema del linguaggio. Una discussione sull'origine e l'essenza del linguaggio è rintracciabile nel saggio del 1914 Sull'idea dell'uomo. In questo saggio Scheler contesta l'interpretazione di origine pragmatista che cerca di definire l'uomo a partire dal linguaggio o dalla capacità di usare gli utensili, ma senza distinguerli adeguatamente dal segno e dallo strumento. Scheler sottolinea che la 'parola' non riporta semplicemente, come l'espressione di un urlo, a un'esperienza vissuta ma rinvia intenzionalmente attraverso una funzione rappresentativa a un oggetto nel mondo. La parola viene cioè vivificata da un'intenzionalità che non compare nel segno o nell'urlo di paura o nella pura espressione di dolore. In questo la parola eccede e trascende la rilevanza organica. La stessa differenza viene riscontrata a proposito dello strumento e dell'utensile. L'utensile è qualcosa di essenzialmente diverso da un semplice strumento (ad es. un oggetto ambientale come una pietra usato, anche da certe scimmie, per schiacciare una noce), in quanto è alla base del processo di esonero delle energie verso l'alto che va sotto il nome di civilizzazione. L'utensile, e tutto ciò che appartiene alla civilizzazione, acquista infatti il suo senso ultimo come via alla cultura.

### Fenomenologia dell'alterità ed espressività
Secondo Scheler la consapevolezza del sé emerge solo gradualmente da un livello unipatico in cui vige un'originaria indistinzione fra Io e Tu, come quella del neonato nei confronti della madre. Questa emersione del sé riguarda tuttavia il piano conoscitivo: a emergere non è il sé in carne e ossa del neonato (come gli viene attribuito dalla sua allieva  Edith Stein in Il problema dell'empatia), infatti il sé del neonato esiste già anche a livello unipatico come sé corporeo, bensì solo la consapevolezza del sé, e questa emerge solo gradualmente all'interno di un processo in cui la messa a fuoco dell'alterità della madre procede di pari passo alla messa a fuoco del sé del neonato. Questo significa che il sé del neonato non è già pre-costituito, come nell'io-trascendentale di Husserl, ma si rivela come un sé enormemente plastico, aperto e che nel muoversi ed esprimersi incomincia a organizzarsi attorno alla forma del corpo-vivo-psichico ("Leibschema") confrontandosi con la dimensione sociale. Nell'esperimento mentale proposto da Scheler, un Robinson Crusoe, che vivesse in un'isola deserta senza fare esperienza della dimensione sociale del Tu, rimarrebbe privo di consapevolezza di sé, in una situazione simile a quella dell'enfant sauvage descritto da François Truffaut. La situazione di partenza della fenomenologia dell'alterità (e dell'empatia, come atto con cui viene colta l'alterità in quanto alterità) non è pertanto l'identità del soggetto già costituita e consapevole di sé (l'inter-soggettività) ma il processo stesso d'individuazione, orientato in base alla funzione esemplare o controesemplare dell'espressività altrui. Nella prima versione del 1913 del saggio sulla Simpatia Scheler afferma la possibilità di percepire l'espressività altrui senza basarsi su di un argomento per analogia. «Nel sorriso altrui cogliamo direttamente la sua gioia, nelle lacrime il suo dolore, nel suo arrossire il suo senso di vergogna». Questa tesi fu successivamente fatta propria da Edith Stein nel saggio sulla Empatia del 1917. Negli ultimi anni fra gli studiosi più attenti della fenomenologia c'è un risveglio di interesse per le analisi di Scheler sull'alterità, come testimonia anche un recente libro di Gallagher e Dan Zahavi in cui, nel trattare la fenomenologia dell'alterità, viene dato largo spazio proprio a Scheler. Secondo Gallagher e Dan Zahavi particolarmente significative sarebbero le critiche di Scheler alle teorie che desumono l'alterità attraverso la simulazione o l'argomento per analogia..

### L'ultima fase: la tesi delleideae cum rebuse del Dio in divenire
L'interpretazione relativa ai valori è molto controversa. Da un lato si insiste su un intuizionismo dogmatico di un mondo di valori statici. Dall'altro si è messo in luce come questo non sia vero neppure per il periodo intermedio, dove sarebbe più corretto parlare di "prospettivismo" e che in ogni caso nel tardo Scheler la tesi del prospettivismo viene radicalizzata nel contesto della tesi delle ideae cum rebus e dell'impotenza dello spirito: non si tratta solo di una funzionalizzazione e di un divenire della conoscenza umana, ma di un divenire della realtà stessa, in questo senso non esiste un mondo delle idee antecedente il divenire del mondo, ma quelle che venivano chiamate ideae ante res prendono forma cum rebus, solo nel e attraverso il divenire del mondo. Non esiste di conseguenza nessuna forma di teleologia o di finalismo, ma solo un processo aperto in senso teleocline. Negli scritti postumi pubblicati nel volume XI delle sue opere in tedesco Scheler afferma: «Von Teleologie und Plan ist gar keine Rede» (Scheler GW XI, 211). Si tratta di una brusca rottura nei confronti del periodo intermedio che trova espressione nella tesi del Dio in divenire. Da cosa venne causata? A partire dal 1923 Scheler si dimostrò molto colpito dal libro di Adolf von Harnack su Marcione e dallo Scritto sulla libertà di Schelling. Nella seconda edizione di Essenza e forme della simpatia (1923) vengono aggiunte alcune pagine particolarmente significative su San Francesco, considerato come il vero punto di svolta del cristianesimo nei confronti di Marcione a favore di una riabilitazione della natura e di un nuovo equilibrio fra eros e agape (in una direzione simile a quella recentemente proposta da Marion). È su queste basi che Scheler sviluppa, in alternativa all'ateismo postulatorio di Nicolai Hartmann, la tesi di un "Dio in divenire": un Dio che mantiene una dimensione assolutamente trascendente (Deus absconditus), ma che contemporaneamente si manifesta nel mondo spingendo a solidarizzare con il sofferente, l'escluso, l'emarginato. Un Dio tragico, che nel contatto con la finitezza non ammutolisce tutti gli interrogativi e non neutralizza all'istante tutte le sofferenze, ma tuttavia rende possibile il superamento del male nel mondo: Dio si manifesta empiricamente in ogni tentativo di superare il male, è questo superamento stesso. In ciò consiste il pan-enteismo (da non confondere con "panteismo") di Scheler, che fu influenzato indubbiamente più da Bergson che da Hegel (come invece ritiene Abbagnano): in particolare fu in questo senso importante "L'Evoluzione Creatrice" che Bergson pubblicò nel 1907. Dal punto di vista della tesi del Dio diveniente, che rinuncia all'onnipotenza tecnologica della prima creazione per esplicitarsi come esemplarità che apre le porte alla seconda creazione, il problema della teodicea, "si Deus est unde malum?", va rovesciato in: "non esiste solo il male, dunque Dio esiste".
Dal 1924 si dedicò inoltre alla fondazione della Sociologia del sapere (Wissenssoziologie) conosciuta anche come "Sociologia della conoscenza". Sempre in quegli anni incominciò a precisare anche il progetto di un'antropologia filosofica, i cui tratti essenziali sono consegnati alla celebre conferenza del 1927 pubblicata poi in forma separata nel 1928 con il titolo La posizione dell'uomo nel cosmo (opera che Maria Zambrano ebbe a definire "immortale") e dal saggio sull'Ausgleich, in cui definisce in termini di globalizzazione la nuova era dell'umanità. Il principale problema della nuova era della globalizzazione è l'individuazione di un'orientatività rettificante come antidoto all'altrimenti inevitabile processo di livellamento e neutralizzazione delle differenze. La nuova concezione dell'uomo all'altezza della nuova era dello Ausgleich è, in opposizione all'Übermensch di Nietzsche, quella di Allmensch o uomo-globale.

### L'errore di Cartesio
L'errore di Cartesio consiste secondo Scheler nell'aver misconosciuto la funzione intermediatrice di tutto il sistema fisiologico e pulsionale che unifica psichico e fisico nel corpo-vivente; solo attraverso questo nuovo concetto di corporeità vivente «l'abisso che Descartes ha scavato fra anima e corpo è stato colmato da un'unità della vita divenuta tangibile. Naturalmente il fatto che quando un cane vede un pezzo di carne il suo stomaco incominci a secernere determinati succhi gastrici, risulta, dal punto di vista di Descartes, un miracolo assoluto: egli infatti elimina dalla sfera psichica il complesso della vita pulsionale e affettiva e tenta inoltre una spiegazione puramente chimico-fisica delle manifestazioni vitali anche relativamente alle loro leggi strutturali. […] Che cosa direbbe però Descartes se gli si facesse vedere l'esperimento di Heyder, secondo cui la semplice suggestione del mangiare un cibo sortisce gli stessi effetti che si verificano a proposito di un mangiare effettivo? Qui emerge l'errore, l'errore fondamentale di Descartes: l'aver misconosciuto completamente il sistema pulsionale nell'uomo e nell'animale. È solo tale sistema che costituisce la mediazione e l'unità fra ogni autentico movimento vitale e il contenuto della coscienza».

### La questione del dualismo cartesiano e l'impotenza dello spirito
Uno dei punti di maggior attrito nelle diverse interpretazioni sull'ultimo Scheler è quello relativo al nodo del dualismo cartesiano. Eppure Scheler a proposito è molto chiaro:
«In epoca moderna la teoria classica dell'uomo ha trovato la sua forma più efficace nella dottrina di Descartes, una dottrina che a dire il vero solo recentemente ci siamo impegnati a demolire completamente. Dividendo tutte le sostanze in "pensanti" ed "estese" Descartes ha introdotto nella coscienza occidentale una fitta schiera di errori, del tipo più grave, relativamente alla natura umana. […] Oggi possiamo affermare che il problema del rapporto fra anima e corpo-vivente, che per così tanti secoli non ci ha dato tregua, ha perso per noi la sua importanza metafisica. I filosofi, i medici, gli scienziati che si occupano di questa questione convergono sempre di più verso una visione fondamentale unitaria. [...] Fondamentalmente falsa risulta anche la tesi di Descartes secondo cui lo psichico coincide con la "coscienza" e risulta connesso esclusivamente alla corteccia cerebrale. […] È tutto il corpo-vivente che oggi torna prepotentemente a essere quel campo fisiologico parallelo dei fenomeni psichici, che finora era stato limitato al cervello. Oggi non si può più parlare seriamente di una connessione esterna fra una sostanza psichica e una sostanza corporea così come era stato ipotizzato da Descartes. Si tratta al contrario di un'unica e medesima vita che nel suo "esser-interno" assume la forma dello psichico e nel suo esser-in-relazione-all'altro assume la forma del corpo-vivente. […] Opponendoci nella maniera più risoluta a tutte queste teorie noi affermiamo che il processo vitale fisiologico e psichico risultano rigorosamente identici da un punto di vista ontologico».
Nonostante queste affermazioni esplicite di Scheler, il fraintendimento che riconduce Scheler al dualismo cartesiano, confondendo di fatto Scheler con Klages, ebbe vasta diffusione, Il dualismo si sarebbe inoltre accentuato nell'ultimo periodo in seguito all'allontanamento dal cattolicesimo fino a sfociare in un "dualismo panteista". Questo canone interpretativo è stato messo in discussione solo a metà degli anni Novanta . Come nota Cusinato, la questione decisiva è che dopo il 1923, il termine spirito (Geist) e persona non coincidono più. È questo il punto su cui cadono quasi tutti gli interpreti dell'ultimo Scheler. Di conseguenza è del tutto errata anche l'interpretazione che deduce dalla tesi dell'impotenza dello spirito la tesi di un'impotenza della persona o di Dio. Dopo il 1923 la persona diventa infatti un centro reale dotato di forza, che inaugura un inizio ex-centrico rispetto alla chiusura ambientale: diventa l'essere capace di Weltoffenheit, al centro dell'antropologia filosofica.
In questo nuovo contesto l'opposizione diventa semmai quella fra vita e intelletto: «non lo spirito, ma solo l'intelletto ipersublimato, che Klages confonde con lo spirito, è in un certo senso ostile alla vita». Lo spirito invece diventa completamente impotente: «per sua natura e fin dall'inizio lo spirito non possiede alcuna energia propria». A proposito del dualismo cartesiano Cusinato si chiede: con quali forze uno spirito originariamente impotente si potrebbe contrapporre dualisticamente alla vita? La soluzione consisterebbe in una rilettura del rapporto fra spirito (Geist) e impulso vitale (Drang) nel senso di una progressiva compenetrazione (il termine centrale per comprendere l'ultima fase del pensiero di Scheler non sarebbe dunque quello di "dualismo" ma di Durchdringung) a livelli sempre più complessi. Tuttavia, finché incentrata su di un concetto astratto di spirito, questa prospettiva non viene a capo di numerose ambiguità e aporie. Per questo Cusinato propone di rileggere tutto l'ultimo periodo non nella visuale dell'astratta metafisica del Geist, ma nel senso di una filosofia della Bildung della persona e delle pratiche di condivisione emozionale (emotional sharing)

### Le nuove interpretazioni dell'antropologia filosofica
Negli ultimi anni sono emerse alcune nuove interpretazioni dell'antropologia filosofica di Scheler oltre il consueto orizzonte dell'opposizione dualistica fra vita e spirito. J. Fischer, noto studioso di Plesser, in un poderoso volume ha messo in evidenza la necessità di superare il doppio pregiudizio interpretativo finora dominante sia nei confronti di Scheler (il dualismo fra spirito e vita) sia nei confronti di Gehlen (il riduttivismo naturalista) come presupposto per una rivalutazione complessiva dell'antropologia filosofica, che nel corso del XX secolo avrebbe ottenuto una legittimazione come sapere scientifico alternativo alla metafisica e al riduttivismo naturalista. L'antropologia filosofica in questo modo, da sottodisciplina filosofica, diventa una filosofia all'altezza dei tempi che, superando le premesse metafisiche, viene pienamente riconosciuta come scienza sociale non riduttivistica.. G. Cusinato parte invece dalla constatazione che l'antropologia filosofica, nelle originarie intenzioni di Scheler, mantiene la pretesa di promuovere un rinnovamento interno alla filosofia stessa: non punta a rendere "scientifica" la filosofia, ma mira a ritornare all'originario significato socratico della filosofia come esercizio di trasformazione dell'esistenza e della società. La legittimazione della filosofia viene cercata in direzione di una pratica di trasformazione in contrasto con la filosofia accademica: diventa un esercizio di trasformazione (Umbildung) del centro personale nel suo posizionarsi nel cosmo (Weltoffenheit). In tal modo si apre una convergenza ideale fra l'antropologia filosofica della Bildung di Scheler e la filosofia come esercizio spirituale di Pierre Hadot. In questa ottica una particolare rilevanza assume l'interpretazione della riduzione fenomenologica come cura non solipsistica, nel senso di un esercizio di autotrascendimento (presa di distanza critica dal sé abitudinario) e trasformazione (Umbildung) dell'individuo e della società. Al centro dell'antropologia filosofica di Scheler non ci sarebbe quindi la coppia metafisica Geist-Drang, ma piuttosto l'empirico processo di tras-formazione della persona, intesa come "Totalità incompiuta". La proposta è quella di passare da un'antropologia filosofica focalizzata sullo spirito (Geist) a un'antropologia filosofica della formazione (Bildung).

## Influsso del pensiero e ricezione delle opere

### Influsso del pensiero
Scheler fu sempre di difficile collocazione, ma anche uno dei filosofi più segretamente influenti del XX secolo e diversi accenti del suo pensiero sono facilmente riconoscibili ad es. nell'analisi esistenziale dell'essere-nel-mondo del Dasein specialmente nell'attenzione alla dimensione affettiva (la Grundstimmung) in Heidegger, in María Zambrano, in Hannah Arendt (ad es. sul concetto di homo faber), nella fenomenologia della corporeità di Merleau Ponty (decisiva è ad es. la distinzione proposta da Scheler fra Leib, corpo-vivo, e Körper, corpo-fisico già a partire dal 1913). Attraverso Alfred Schütz importante fu il suo influsso sulla sociologia. Elementi della sua visione tragica del divino sono rintracciabili nel testo di Hans Jonas sul concetto di Dio dopo Auschwitz e nella teologia di Moltmann. Notevole è anche la convergenza fra la tesi di Scheler della Selbstgegebenheit come rivelazione del fenomeno da raggiungere attraverso la riduzione e quella di J.-L. Marion di un rapporto direttamente proporzionale fra riduzione e donazione: per più versi Marion segue un percorso parallelo a quello tracciato da Scheler nella critica a Husserl relativamente al concetto di Gegebenheit e di sensibilità. Va poi segnalata una convergenza fra la tesi di uno spazio "noi-centrico" pre-individuale - espressa da Scheler nel Sympathiebuch (1913), prima ancora di Vygotskij e Winnicott, e i recenti sviluppi della fenomenologia dell'intersoggettività. La concezione della persona di Scheler influenzò anche Karol Wojtyla, in particolare alcune opere filosofiche scritte prima dell'elezione al Soglio petrino.

### L'influsso di Scheler sulla psicopatologia fenomenologica
Ancora poco noto è l'influsso di Scheler sulla psicopatologia fenomenologica. Eppure Kurt Schneider conseguì nel 1922 un dottorato sotto la guida di Max Scheler e applicò la sua teoria della stratificazione emozionale alla classificazione delle psicopatologie, in particolare della malinconia, ma un profondo influsso è individuabile anche in W. Stern, P. Schilder, von Gebsattel, V. von Weizsäcker, V. Frankl e inoltre in Erwin Straus ed Eugène Minkowski. Degno di nota è che uno dei maggiori esperti attuali di schizofrenia, lo psichiatra inglese John Cutting, veda proprio in Scheler il miglior punto di riferimento filosofico per l'analisi di questa patologia. Nella psichiatria italiana influssi del suo pensiero sono rintracciabili ad esempio in Giovanni Enrico Morselli e Eugenio Borgna, che a proposito della situazione attuale della psichiatria così si esprime:
"una indagine descrittiva degli stati depressivi si è ormai inaridita; mentre riannodare la psicopatologia dell'esperienza malinconica alla fenomenologia scheleriana ci sembra orizzonte teleologico di una qualche rilevanza e di una qualche attualità. La fenomenologia scheleriana della vita emozionale ancor oggi consente di ricondurre i diversi aspetti clinici della malinconia in un orizzonte di significato psicologicamente unitario [...] la fenomenologia scheleriana è venuta collocandosi nello sfondo della mediazione schneideriana [...] che solo negli ultimi scritti si è incrinata in senso quasi daseinanalitico, e dall'altro nella fenomenologia scheleriana ritroviamo una fondazione teoretica e una rigorosa articolazione di alcune fondamentali strutture psicopatologico-cliniche che l'indagine descrittiva è andata individuando nel circolo delle malinconie. Del resto alla dottrina scheleriana è largamente ancorata, nelle sue linee generali, la riflessione di Erwin Straus, e a essa si richiamano Lòpez Ibor, Schulte e Wyrsch"

### Ricezione delle opere e fondazione dellaMax-Scheler-Gesellschaft
Nel 1929 Maria Scheler consegnò a Heidegger un'importante raccolta di opere postume del marito chiedendo un aiuto per trovare un finanziamento e un editore per la stampa. Heidegger preferì non appoggiare l'iniziativa: Scheler era pur sempre di madre ebrea, così nel 1933 Maria Scheler fu costretta a stampare una raccolta d'inediti, fra cui il famoso scritto Ordo amoris, a proprie spese. Dal 1933 al 1945 il regime nazista vietò la pubblicazione e la ristampa delle sue opere. Tuttavia pure durante il nazismo il pensiero di Scheler continuò a circolare fra i maggiori intellettuali tedeschi più di quanto potesse trasparire. Emblematico è il caso di Arnold Gehlen che nel 1936 tenne un seminario sul problema dell'uomo leggendo e commentando a lezione La posizione dell'uomo nel cosmo di Scheler, un testo già allora poco conosciuto fra gli studenti, facendolo passare per un proprio lavoro. Ricostruendo l'intera vicenda L. Samson (uno dei maggiori studiosi di Arnold Gehlen) ha proposto di rovesciare la diffusa credenza secondo cui il capolavoro di Gehlen, L'uomo, manterrebbe solo un rapporto episodico e critico nei confronti dell'antropologia filosofica di Scheler.. Negli anni Trenta e Quaranta in Italia, prima di venir messo in ombra dal successo di Heidegger, ci fu un notevole interesse nei confronti di Scheler con scritti ancora oggi di notevole rilievo ad es. di Banfi, Luporini, Paci e Bobbio.
Dal 1948 incominciò la pubblicazione delle opere di Scheler in lingua tedesca (i Gesammelte Werke) dapprima a cura della moglie Maria Scheler, anche se in completo isolamento e senza finanziamenti dal mondo accademico tedesco, tanto che successivamente venne proseguita in America da Manfred Frings (che fu anche il suo maggiore studioso a livello internazionale). Questo isolamento dal mondo accademico tedesco venne rotto solo nel 1993 con la fondazione all'Università di Colonia, da parte di Manfred Frings e dal secondogenito di Scheler (il famoso fotografo tedesco Max Georg Scheler), della società filosofica internazionale dedicata a Max-Scheler: la "Max-Scheler-Gesellschaft".

### Il rimaneggiamento del testoLa posizione dell'uomo nel cosmonel 1947 e il ritorno all'edizione originale del 1928
Di particolare interesse è la storia dell'edizione del testo La posizione dell'uomo nel cosmo. Originariamente era il testo di una conferenza tenuta da Scheler all'inizio del 1927 e pubblicata in una rivista nell'estate di quell'anno. Successivamente Scheler riprese il testo della conferenza, gli aggiunse tre pagine di Prefazione nell'Aprile del 1928, e inviò il testo alla casa editrice, senza modificarlo. Il testo uscì così come libro nel 1928, pochi giorni prima della morte di Scheler. A causa del nazismo, il testo non poté essere ristampato, come tutte le altre opere di Scheler, in quanto filosofo di madre ebrea. Quando fu finalmente possibile ripubblicarlo, nel 1947, la moglie di Scheler decise di rivedere il testo. Il problema è che non si limitò a semplici correzioni stilistiche, ma a un vero e proprio rimaneggiamento del testo: aggiunse diverse pagine, con il risultato che il testo venne accresciuto di circa il 10%. Tali aggiunte non sono riconducibili a nessun manoscritto inedito di Scheler, ma sono da ascrivere esclusivamente alla moglie di Scheler. In queste modifiche e aggiunte la moglie di Scheler accentuò la contrapposizione dualistica fra Geist e Drang: è significativo che diversi passi, solitamente citati a sostegno delle interpretazioni dualiste di Scheler, in realtà non esistevano nell'edizione del 1928 scritta da Scheler, ma sono stati aggiunti di proprio pugno dalla moglie nel 1947. Il testo rimaneggiato nel 1947 venne poi ripreso nell'edizione delle opere in tedesco (Gesammelte Werke) curata dalla moglie, Maria Scheler, e poi da Manfred Frings. La conseguenza è che il testo che attualmente conosciamo, anche nell'edizione tedesca, propriamente non è un testo di Scheler, ma il testo rimaneggiato dalla moglie. La traduzione in italiano del testo originale di Scheler, quello del 1928, è uscita nel 2000 a cura di Guido Cusinato La posizione dell'uomo nel cosmo. L'edizione del 1928 è stata infine riedita anche in lingua tedesca, in una edizione critica, nel 2018 presso la Meiner Verlag a cura di Wolfhart Henckmann.

## Opere e bibliografia

### Opere in lingua tedesca
Le opere di Scheler in lingua originale, Gesammelte Werke, sono state edite da Maria Scheler e Manfred Frings in 15 volumi:
- Gesammelte Werke, su maxscheler2.wordpress.com.

### Principali opere tradotte in italiano
- Metodo trascendentale e metodo psicologico (1900), Quodlibet Macerata 2009.
- Logica (1906), Quodlibet Macerata 2011.
- Il risentimento nella edificazione delle morali (1912).
- Sfera assoluta e posizione reale dell'idea di Dio, [a cura di A. Piazza] FrancoAngeli 2014
- Scritti fenomenologici (1911-1913), [a cura di V. D'Anna] FrancoAngeli, Milano 2013
- Amore e conoscenza (1915), Morcelliana, Brescia 2009; oppure: Aracne, Roma 2010 (con testo tedesco a fronte).
- Ordo amoris, Morcelliana, Brescia 2008; oppure: Aracne, Roma 2010 (con testo tedesco a fronte).
- Il formalismo nell'etica e l'etica materiale dei valori, (originale 1913-1916) Bompiani Milano 2013, con testo tedesco a fronte (tr. it. e Saggio introduttivo di R. Guccinelli, Presentazione di R. de Monticelli).
- Morte e sopravvivenza, Morcelliana, Brescia 2012.
- Modelli e capi, FrancoAngeli, Milano 2011.
- L'eterno nell'uomo (1921), Edizioni Logos, Roma 1991 (tr. it. di Ubaldo Pellegrino); oppure: Bompiani, Milano 2009 (con testo tedesco a fronte)
- Essenza e forme della simpatia (1923), FrancoAngeli, Milano 2010.
- Sociologia del sapere (1924)
- La posizione dell'uomo nel cosmo (1927 su rivista, 1928 come libro), a cura di G. Cusinato, FrancoAngeli, Milano 2000, V ed. 2009.
- Formare l'uomo, FrancoAngeli Milano 2009, Titolo originale: Philosophische Weltanschauung (comprende la raccolta di saggi relativi alla Bildung e all'Ausgleich usciti fra il 1925 e il 1928).
- L'idea di pace e il pacifismo, (a cura di Leonardi Allodi; Prefazione di Angelo Scivoletto), 2. ed. riveduta Milano, FrancoAngeli, 1995
- Politica e morale, Morcelliana, Brescia 2011.
- Conoscenza e lavoro, FrancoAngeli 1997.
- Sociologia del sapere, Edizione Abete, Roma 1976.